# خیزش مردم سیستان ۱۳۳۰
خیزش مردم سیستان در ۱۹ بهمن ۱۳۳۰ به شورشها و نارضایتی‌های مردم سیستان علیه حکومت پهلوی و خاندان خزیمه علم گفته می‌شود که در ۱۹ بهمن ۱۳۳۰ اتفاق افتاد و علت آن این بود که نسبت به انتخاب امیرحسین خزیمهٔ علم برای نمایندگی مجلس سیستان اعتراض داشتند.
سیستانی‌ها خود نماینده‌ای به نام آیت‌الله میرزا ابراهیم شریفی داشتند و از طرفی نیز سردار محمدرضا خان پردلی (سرابندی) رهبری این قیام را بر عهده داشت.
امیرحسین خزیمه علم داماد امیر شوکت الملک امیرخطه قاینات و سیستان بود.علم با دختر ابراهیم شیرازی وصلت نمود  خزیمه علم به جای نماینده مردم سیستان به مجلس راه یافت .مردم سیستان از انتصاب این شخص ناراضی که منجر به شروع نارضایتی‌های گسترده‌تر از سوی مردم زابل شد.
اولین باری که به مجلس راه یافت دوره شانزدهم انتخابات مجلس بود که از اواخر سال ۱۳۲۸ آغاز و در اواسط سال ۱۳۳۰ پایان یافت،مصدق برسرکار آمد و مردم احساس نمودند که دوره مردم سالاری فرا رسیده وبر همین اساس امیدوار به آینده شدند ولی موفق نشدند که آیت‌الله ابراهیم شریفی به وکالت مردم نرسید و دخالت های نفرات نوکرصفت موجب نارضایتی مردم که درنهایت با مرگ فرماندار و نماینده قضایی به پایان رسید و مردم ناامید به آینده امیدوار شدند...
در روز ۱۹ بهمن سال ۱۳۳۰ این واقعه به وقوع پیوست و در این روز طوایف مختلف سیستان با روحانیت هم صدا بوده‌اند و صندوق آرای فوق را شکستند و بدین سان به رهبری این نفرات مردم وارد دوره جدیدی شدند.